# Pagar Dewa (Kelam Tengah)
Pagar Dewa is een bestuurslaag in het regentschap Kaur van de provincie Bengkulu, Indonesië. Pagar Dewa telt 539 inwoners (volkstelling 2010).